# Plectroctena ugandensis
Plectroctena ugandensis är en myrart som beskrevs av Menozzi 1933. Plectroctena ugandensis ingår i släktet Plectroctena och familjen myror. Inga underarter finns listade i Catalogue of Life.

## Bildgalleri

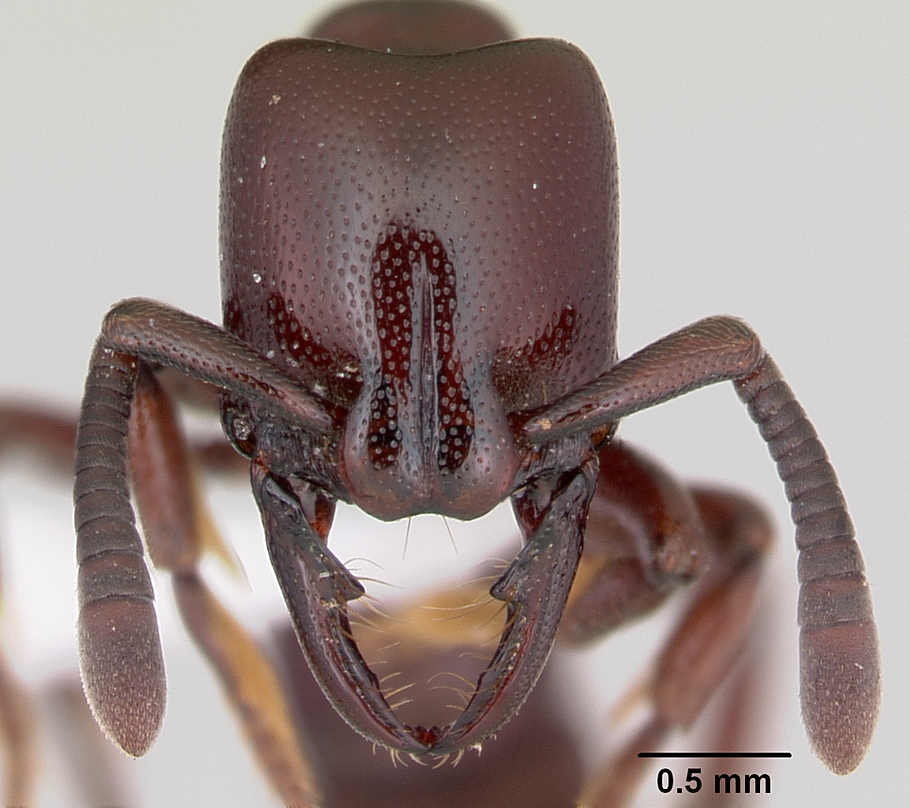
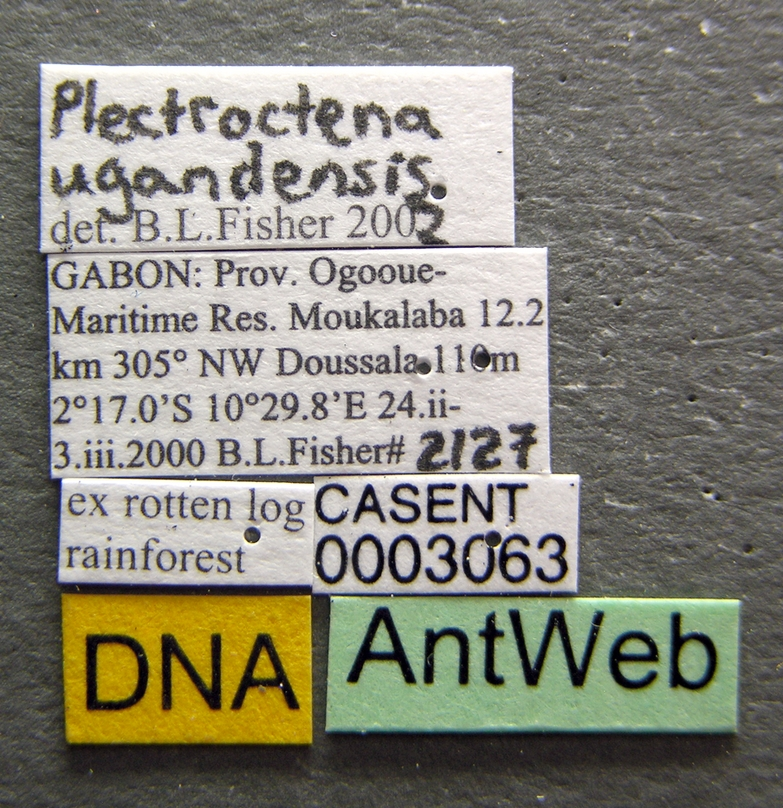
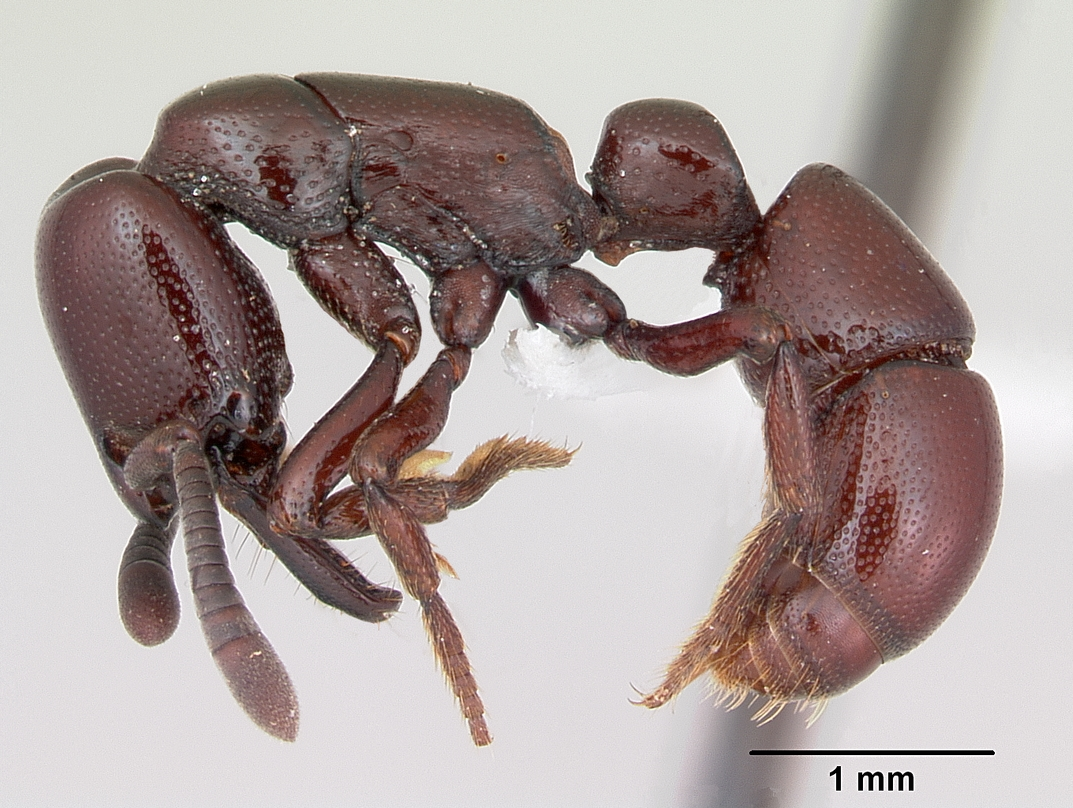
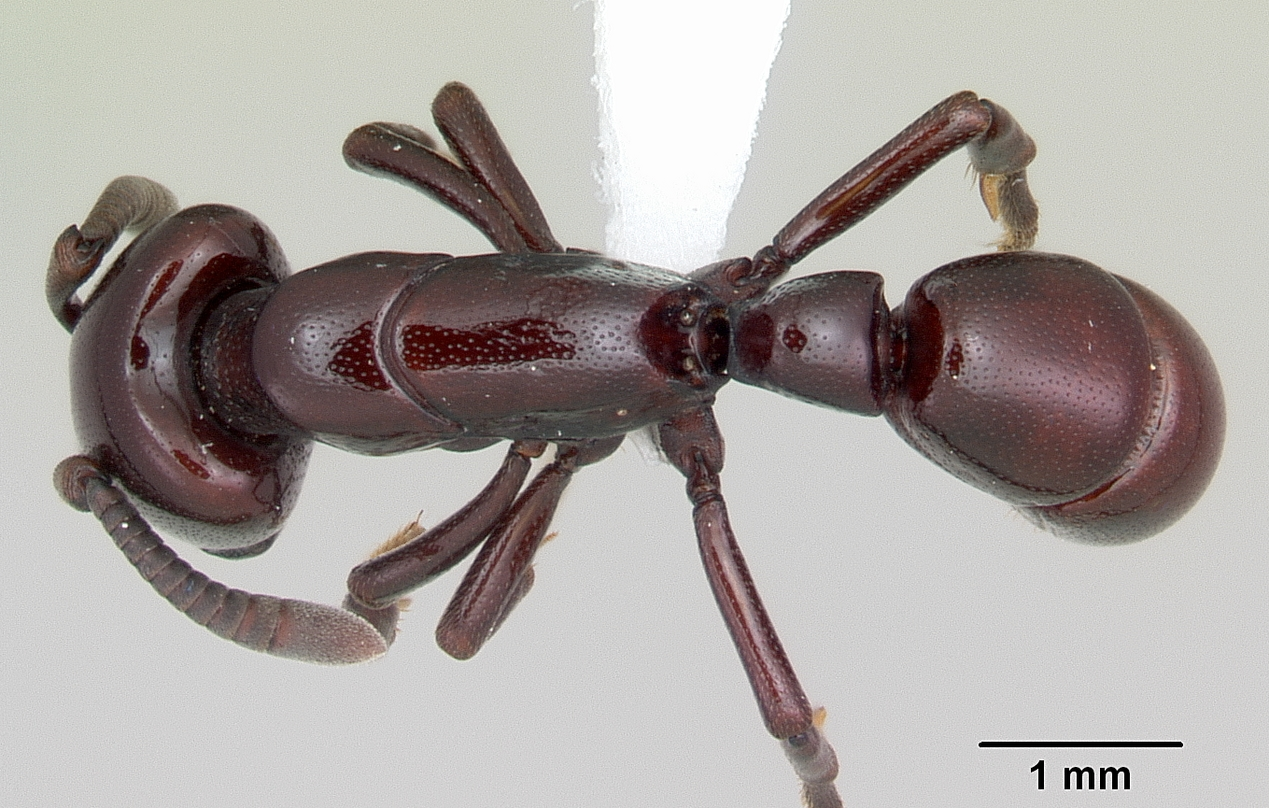
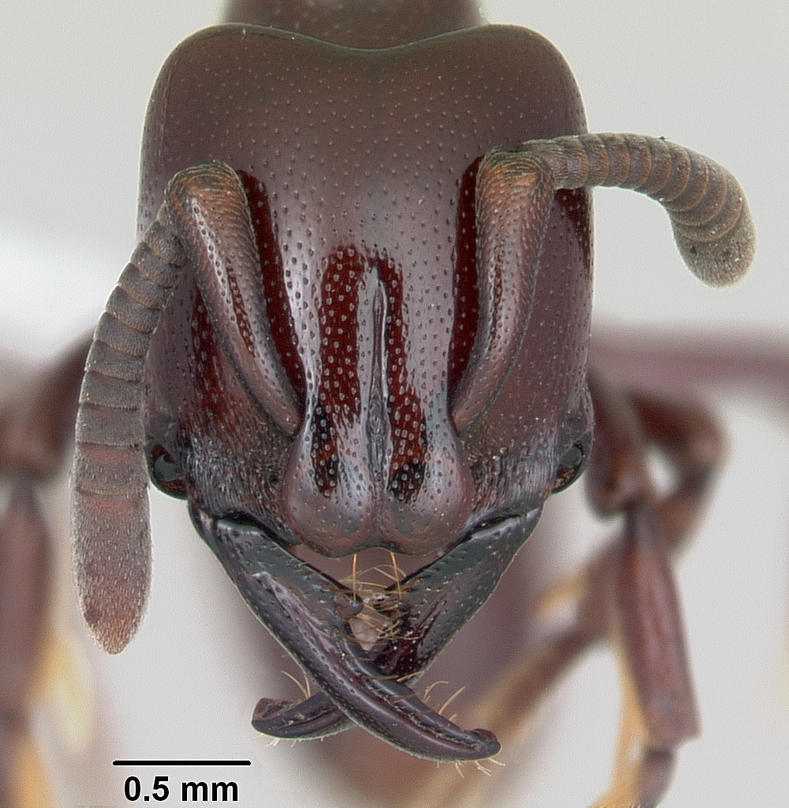
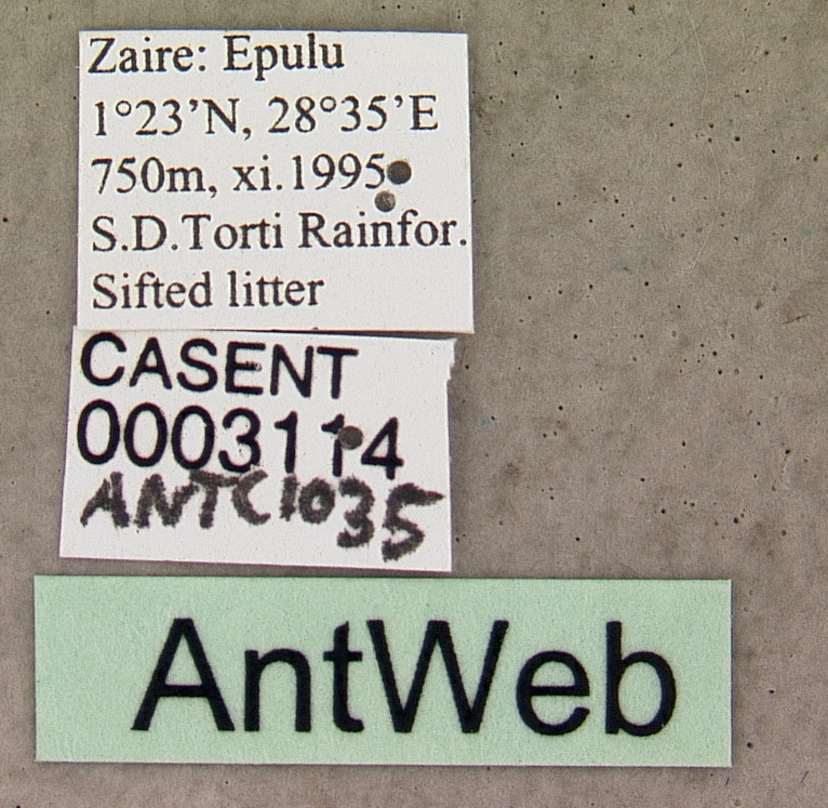